# Castello di Fragagnano
Il castello di Fragagnano è un castello medievale costruito adiacente alla elegante residenza rinascimentale cinquecentesca dei baroni sovrani di Fragagnano. 
È dotato di una particolare edificazione con pietre.